# Koberovice
Koberovice (deutsch Koberowitz, älter auch Kobersdorf) ist eine Gemeinde in Tschechien. Sie liegt neun Kilometer nordwestlich von Humpolec und gehört zum Okres Pelhřimov.

## Geographie
Koberovice befindet sich in der Böhmisch-Mährischen Höhe rechtsseitig über den Tälern der Želivka und ihres Zuflusses Lohenický potok. Südöstlich erhebt sich der Hügel Ve Vrchu (504 m). Westlich des Dorfes verläuft die Autobahn D 1/E 50/E 65, die Abfahrt 81 liegt einen Kilometer südlich von Koberovice. Jenseits der Autobahn erstreckt sich der Stauraum der Talsperre Švihov, der bis zum Bělský Dvůr reicht.
Nachbarorte sind Hojanovice im Norden, Chvalkovice, Podivice und Bělice im Nordosten, Bučí, Kaliště, Hladov und Lohenice im Osten, Podolí, Holušice und Speřice im Südosten, Lísky, Houka und Miletín im Süden, Bělský Dvůr und Otavožaty im Südwesten, Hroznětice im Westen sowie Chalupy, Vojslavice und Mešnik im Nordwesten.

## Geschichte
Die erste urkundliche Erwähnung von Kobersdorph erfolgte im Jahre 1341.
Nach der Aufhebung der Patrimonialherrschaften bildete Koberovice ab 1850 einen Ortsteil der Gemeinde Vojslavice in der Bezirkshauptmannschaft Německý Brod. 1897 entstand die Gemeinde Koberovice, ab 1910 gehörte sie zum Bezirk Humpolec. 1961 wurde Koberovice dem Okres Pelhřimov zugeordnet. Ende der 1960er Jahre begann der Bau der Talsperre Švihov, durch den das westlich des Dorfes gelegene tief eingeschnittene romantische Tal in den Flussschleifen der Želivka bis zur Bielamühle ab 1976 in einem Stausee versank. Am 4. Oktober 1973 erfolgte die Eingemeindung von Lohenice einschließlich Hladov. Zu Beginn des Jahres 1974 wurde Lísky, das zuvor zu Holušice gehört hatte, nach Koberovice umgemeindet.

## Gemeindegliederung
Die Gemeinde Koberovice besteht aus den Ortsteilen Koberovice (Koberowitz), Lísky (Liskei) und Lohenice (Lohenitz) sowie den Ortslagen Bělský Dvůr (Bielahof), Chvalkovice (Chwachowsky), Hladov (Hladow), Podolí (Podoly).
Das Gemeindegebiet gliedert sich in die Katastralbezirke Koberovice, Lísky u Holušic und Lohenice.

## Sehenswürdigkeiten
- Kapelle am Dorfplatz von Koberovice, errichtet im 18. Jahrhundert
- Kapelle in Lohenice
- Kapelle in Lísky
- Hof Bělský Dvůr
- denkmalgeschützte Linden